# Oberstaufen Cup 2009
L'Oberstaufen Cup 2009 è un torneo professionistico di tennis maschile giocato sulla terra rossa, che faceva parte dell'ATP Challenger Tour 2009. Si è giocato a Oberstaufen in Germania dal 6 al 12 luglio 2009.

## Partecipanti

### Teste di serie
| Nazionalità | Giocatore                | Ranking* | Testa di serie |
| ----------- | ------------------------ | -------- | -------------- |
| Argentina   | Martín Vassallo Argüello | 57       | 1              |
| Germania    | Michael Berrer           | 102      | 2              |
| Germania    | Denis Gremelmayr         | 150      | 3              |
| Francia     | Alexandre Sidorenko      | 168      | 4              |
| Rep. Ceca   | Jan Hájek                | 185      | 5              |
| Austria     | Stefan Koubek            | 189      | 6              |
| Germania    | Dominik Meffert          | 194      | 7              |
| Svezia      | Björn Rehnquist          | 202      | 8              |

- Ranking al 29 giugno 2009.

### Altri partecipanti
Giocatori che hanno ricevuto una wild card:
- Peter Gojowczyk
- Stefan Koubek
- Nils Langer
- Marcel Zimmermann

Giocatori passati dalle qualificazioni:
- Dustin Brown
- Jun Woong-Sun
- Cedrik-Marcel Stebe
- Robin Vik

## Campioni

### Singolare
Robin Vik ha battuto in finale  Jan Minář con il punteggio di 6–1, 6–2

### Doppio
Dieter Kindlmann /  Marcel Zimmermann hanno battuto in finale  Michael Berrer /  Philipp Oswald con il punteggio di 6–4, 2–6, [10–4]